# Слухайте Лену
Слухайте Лену (англ. Listen Lena) — американська короткометражна комедія Клема Бошампа 1927 року з Аль Ст. Джоном в головній ролі.

## У ролях
- Аль Ст. Джон — Аль Адамс
- Люсіль Хаттон — Лена
- Джек Ллойд — батько Лени
- Клем Бошамп
- Глен Кавендер
- Аль Томпсон
- Роско ’Товстун’ Арбакл